# Henryk Bąk
Henryk Bąk (* 19. November 1930 in Lisów; † 29. August 1998 ebenda) war ein polnischer Politiker (PSL (M), PL). Von 1991 bis 1993 gehörte er dem Sejm in dessen I. Wahlperiode an und war in der Zeit dessen Vizemarschall.

## Leben und Beruf
Nach dem Schulbesuch in Rykały und Gosztyn schloss Bąk die Schule in Grójec ab. Nachdem er 1958 die Fakultät für Recht und Verwaltung der Universität Warschau absolviert hatte, folgte 1977 der Abschluss in Elektrotechnik an der Technischen Universität Warschau. Er arbeitete als Elektriker in Gartenbaubetrieben und Elektroinstallationsbetrieben. Nach seinem Tod wurde er in Przybyszew begraben.

## Politik
Nach dem Zweiten Weltkrieg war Bąk Mitglied der „Związek Młodzieży Wiejskiej RP »Wici«“, einer agrarisch orientierten Jugendorganisation, die mit der Polskie Stronnictwo Ludowe kooperierte und an deren Wahlkampf er sich 1947 beteiligte. 1948 gründete er die Untergrundorganisation „Obrona Konspiracyjna Polskiego Stronnictwa Ludowego“, aus der 1950 die „Polską Szturmówkę Chłopską“ entstand, die bis zu 500 Mitglieder hatte. Am 1. Februar 1952 wurde er von Beamten des Ministerstwo Bezpieczeństwa Publicznego festgenommen. Im folgenden Prozess wurde er 1953 viermal zum Tode verurteilt. Er wurde aber im Gegensatz zu seinem Stellvertreter Stefan Pietrusiński nicht hingerichtet, sondern seine Strafe wurde in lebenslange Haft umgewandelt. 1957 wurde er auf Bewährung freigelassen.
Ab 1976 veröffentlichte er Texte in Untergrundzeitschriften wie „Postęp“ und „Rolnika Niezależnego“. 1978 beteiligte er sich an der Gründung einer unabhängigen Bauerngewerkschaft. Im August 1980 beteiligte er sich am Streik in der Danziger Werft und schloss sich der Gewerkschaft Solidarność an. Nach Verhängung des Kriegsrechts wurde er am 13. Dezember 1981 verhaftet und erst am 2. Dezember 1982 wieder auf freien Fuß gesetzt. Auch nach der Haftentlassung engagierte er sich im Untergrund.
Im August 1989 beteiligte Bąk sich an der Reaktivierung der alten Polskie Stronnictwo Ludowe. Als diese sich mit der ehemaligen Blockpartei „Zjednoczone Stronnictwo Ludowe“ unter der alten Bezeichnung vereinigte, ging er den Weg nicht mit, sondern gründete die Polskie Stronnictwo Ludowe (Mikołajczykowskie), die sich auf den früheren Exilpremier Stanisław Mikołajczyk bezog. Diese brachte er in das Wahlbündnis Porozumienie Ludowe (PL) ein und wurde auf dessen Liste bei der Sejmwahl 1991 als einziger Vertreter der PSL (M) in den Sejm gewählt, wo er das Amt eines Vizemarschalls übernahm. Bei der Parlamentswahl 1993 scheiterte die PL mit nur 2,4 % der Stimmen an der neu eingeführten 5-%-Hürde und Bąk schied aus dem Sejm aus. Bei der Sejmwahl 1997 kandidierte er für seine PSL (M) im Wahlkreis Kielce auf der Liste des Wahlbündnisses Akcja Wyborcza Solidarność, erhielt aber ebenfalls kein Mandat. Nach Bąks Tod 1998 stellte die PSL (M) ihre Tätigkeit ein.
Sein Neffe Dariusz Bąk gehörte von 2007 bis 2023 für die Prawo i Sprawiedliwość dem Sejm an.

## Ehrungen
- 2006 Großkreuz des Ordens Polonia Restituta (postum)
- 2020 Krzyż Wolności i Solidarności (postum)

In der Kirche „St. Joseph, Gemahl der Heiligen Jungfrau Maria“ im Warschauer Stadtteil Koło wurde 2008 eine Gedenktafel für ihn enthüllt.